# 동남아시아 국가 연합
동남아시아 국가 연합(東南아시아 國家 聯合)은 동남아시아 지역 경제 공동체로 영어 이름을 줄여서 아세안(영어: Association of Southeast Asian Nations, ASEAN)으로도 부른다. 라오스, 말레이시아, 미얀마, 베트남, 브루나이, 싱가포르, 인도네시아, 캄보디아, 태국, 필리핀이 회원국이며, 면적은 4,522,518km2, 인구는 667,393,019명이다. 2022년 국내총생산은 10조 2,050억 달러이며, 공식 언어는 영어다.
동남아시아 국가 연합은 1961년 7월 31일에 말라야 연방, 태국, 필리핀이 동남아시아 연합으로써 창설하였고 이후 1967년 8월 8일에 말레이시아, 싱가포르, 인도네시아, 태국, 필리핀 등 최초 5개국 외교부 장관의 방콕 선언으로 창설하였다.
정치 안보 공동체, 경제 공동체, 사회 문화 공동체로 구성한 동남아시아 국가 연합 공동체를 2015년까지 창설하기로 2007년 1월에 합의하였다.

## 역사

### 창설
아세안은 1967년 8월 8일에 발족했고, 1961년에 동남아시아 연합(ASA:The Association of Southeast Asia)에 필리핀, 말레이시아가 아세안에 합류했다. 아세안은 공산주의의 일반적인 공포와 경제 발전에 대한 갈증에 의해서 생성되었다. 브루나이는 1979년 독립우호조약을 영국과 체결한 이후 1984년 1월 7일에 아세안의 6번째 회원이 되었다.

### 확장 및 추가 통합
아세안은 베트남 전쟁의 종전으로 인해 동남아시아에서 힘의 균형이 변경된 1970년대 중반에 더 큰 응집력을 보였다. 1970년대에 지역의 역동적인 경제 성장을 위해 1979년 아세안의 첫 번째 정상 회담이 인도네시아 발리에서 개최되었다. 캄보디아의 베트남 침공에 통합된 응답을 채택하기 위해 만남을 강화하였다. 1976년, 여러 산업 프로젝트의 합의 결과와 아미 티와 협력 조약의 서명 및 콩코드의 선언을 했다. 1980년대 말에 미국과 소련 사이 냉전의 끝은 아세안 국가들이 지역에서 큰 정치적 독립을 행사할 수 있게 되었고, 1990년대에, 아세안 지역 무역 및 보안 문제에 선도적인 음성으로 나타났다.
1995년 7월 28일, 베트남은 아세안의 7번째 회원이 되었다. 라오스, 미얀마는 1997년 7월 23일에 합류했다. 캄보디아는 정정 불안으로 인해 가입이 연기되었지만 1999년 4월 30일 확정 합류했다.
1990년 말레이시아는 미국과 증가하는 상호작용을 증가시키기 위해 미국과 중국, 일본, 한국으로 구성하여 아시아 태평양 경제 협력체(APEC)와 같은 단체를 만들자고 제안했다. 하지만, 일본에서 미국의 완강한 반대로 실패되었다. 1992년, 공통 유효 특혜 관세(CEPT) 방식은 단계적으로 관세를 세계 시장을 대상으로 생산 기지로서 지역의 경쟁 우위를 증가시키기 위한 목표로 채택되었다. 이 법은 아세안 자유 무역 지대(AFTA). <AFTA는 아세안 국가에서 현지 생산에 관한 회원국에 의해 계약이다.> AFTA 협정은 싱가포르에서 1992년 1월 28일에 서명했다. IMF였던 1997년 이후에, 말레이시아의 치앙마이는 아세안뿐만 아니라 경제의 더 나은 통합을 요구하는 ASEAN + 3(한국, 중국, 일본)을 제안하였다. 이후 설립되었다.
블록은 또한 지역의 평화와 안정에 초점을 맞추었다. 1995년 12월 15일, 동남아시아 비핵 지대 조약에서 '핵무기 자유 구역'이라는 조항은 필리핀을 제외하고 서명하였으며, 이후 1997년 3월 28일에 모두 서명하게 되었다. 2001년 6월 21일 필리핀 지역에서 모든 핵무기가 금지된 후 이 서명은 정식적으로 유효하게 되었다.
2008년 12월 15일, 인도네시아의 수도인 자카르타에서 아세안의 국가들은 "유럽 연합 (EU) 스타일의 커뮤니티"로 바꾸기 위해 모였고, 2007년 11월에 이에 관련된 조약들을 체결하였다. 아세안은 법적 독립체가 되어, 5억 명을 포함하는 하나의 자유 무역 지역을 만들기를 목표로 삼았다. 인도네시아 대통령인 수실로 밤방 유도요노(Susilo Bambang Yudhoyono)는 "아세안이 통합하고, 사회에 자국을 변화시키고 합일을 이룬다면 중대한 발전이 있을 것이다. 국제 체제가 급격하게 변화할 때, 아세안이 아시아 및 글로벌 문제에보다 기후 변화와 경제적 격변을 참조하면서 활발한 역할을 추구한다면 이 목표는 달성될 것이다. 그렇게 된다면 동남아시아가 더 이상 분할되거나 전쟁이 나지 않을 것이다."라고 언급하였다.
2008년 세계 금융 위기는, 헌장에 의해 계획된 목표에 위협이 되었다. 이 제안은 본부는 제재를 가하거나 시민의 권리를 침해한 나라들을 처벌할 권한이 없어 효과가 제한될 수 있어서 논란이 되었다. 본부는 2009년 이후 인권 아세안 정부 간 위원회(AICHR)로 설립되었고, 2012년 11월에, 미래의 정상 회담에서 논의될 수 있는 제안으로 '아세안 인권 선언'을 채택했다.

### ASEAN + 3
각국의 정상은 상기 영역을 통합할 필요성을 느꼈고 1997년부터, 블록은 목표를 달성할 목적으로 조직을 만들기 시작했다. ASEAN +3은 처음과 기존의 관계를 개선하기 위해 생성된 중국, 일본, 그리고 한국으로 구성되어 있다. 동아시아 정상 회의 ASEAN + 3 국가들뿐만 아니라 인도, 오스트레일리아(호주), 뉴질랜드, 미국, 러시아를 포함하고 있다. 이 새로운 그룹은 계획을 위한 전제 조건으로 작용했고, 아세안 저명인사 그룹은 이 정책의 가능한 성공과 실패뿐만 아니라 아세안 헌장 제도 가능성에 관해 연구하기 위해 창설되었다. 2006년에 아세안은 유엔 총회에서 옵서버 지위를 부여받았으며, 아세안은 유엔에 "대화 파트너"의 지위를 수여했다.

## 가입국
현재의 가입국은 다음과 같다.

██아세안 정식 회원국
██아세안 참관국
██아세안 후보 회원국
██아세안+3
███동아시아 정상회의
██████아세안 지역 포럼

- 인도네시아 (1967년 8월 8일 가입)
- 말레이시아 (1967년 8월 8일 가입)
- 필리핀 (1967년 8월 8일 가입)
- 싱가포르 (1967년 8월 8일 가입)
- 태국 (1967년 8월 8일 가입)
- 브루나이 (1984년 1월 7일 가입)
- 베트남 (1995년 7월 28일 가입)
- 라오스 (1997년 7월 23일 가입)
- 미얀마 (1997년 7월 23일 가입)
- 캄보디아 (1999년 4월 30일 가입)
- 동티모르 (가입후보국)[17]
- 파푸아뉴기니 (가입후보국)[18]

## 동남아시아 국가연합 정상회의
아세안 정상회의(Asian Summit) 또는 동남아시아 국가연합 정상회의는 아세안 회원국의 국가원수 또는 정부 장관(각료)과 아세안 정상회의 상임의장, 아세안 서기장으로 구성된다.

## 경제

### 개요
동남아시아 국가 연합은 아세안 정치 안전 공동체(APSC), 아세안 경제 공동체(AEC), 아세안 사회 문화 공동체(ASCC), 이 3가지 단체를 바탕으로 삼았다.
2015년까지 아세안 경제 공동체는 미국 원자력 위원회의 일반적인 시장을 확립하기 위해 경제 통합을 추구한다. 1989년에서 2009년 사이에 아세안 회원국의 평균 경제 성장률은 3.8%와 7% 사이였다. 이 경제 성장은 아시아 태평양 경제 협력체의 평균 성장인 2.8%보다 높은 수치였다.
1992년 1월 28일에 설립된 아세안 자유 무역 지대(AFTA)가 공통 유효 특혜 관세(CEPT)를 바탕으로 한 회원국 간 상품의 자유로운 흐름을 목표로 삼았다. AFTA 계약을 처음 체결한 아세안 회원국 수는 6개(브루나이, 인도네시아, 말레이시아, 필리핀, 싱가포르, 태국)였다. 베트남은 1995년, 라오스, 버마(현 미얀마)는 1997년에 합류했고, 캄보디아는 1999년에 합류했다.
아세안의 전반적인 목표와 구상은 다음 4가지로 정리된다:
- 단일 시장과 생산 기지
- 경쟁력 있는 경제 지역
- 공평한 경제 발전 지역
- 세계 경제에 통합

2007년부터 아세안 국가들은 회원국과의 수입 관세를 인하했다. 이들의 목표는 2016년 각국의 제로 수입 관세이다.

### 국내 시장
2015년 말까지 아세안을 공동 시장에서의 4개 자유에 고려하여 수립할 계획이다. 그 단일 시장 상품, 서비스, 투자, 숙달된 노동력의 자유로운 흐름 및 자본의 자유로운 흐름을 보장할 것이다.
2010년 말까지, 아세안 내부에서의 거래는 여전히 낮았고, 외부에서의 무역은 대외 무역 수출의 각각 80%와 50%를 차지하는 라오스와 미얀마와 같은 예외 국가를 제외하고는 낮았다. 2009년 외국인 직접 투자(FDI)에서는 3백79억 달러였고, 2010년에는 75,800,000,000달러로 약 두 배 증가했다. FDI의 22%는 유럽 연합으로부터, ASEAN 국가에 의해(16%), 일본과 미국이 그 뒤를 이었다.
1995년 12월 아세안 정상 회의 방콕에서 아세안 협정 서비스 무역에 관한 신형 야전 포병 시스템이 채택되었다. 신형 야전 포병 시스템하에서 ASEAN 회원국을 협상의 성공적인 라운드로 서비스에 약속 있어서 점점 더 높은 수준 서류를 제출할 목적으로 무역을 완화했다. 현재 아세안 AFAS아래 약속 7 패키지를 결론지었다.

##### 숙련노동의 자유로운 흐름
2015년 12월 31일 상호 인정 협정(MRAS)은 여덟 직업에 대한 AEC의 시작 후 모든 아세안 국가에서 일할 자유 동의를 얻게 된다. 의사, 치과 의사, 간호사, 건축가, 엔지니어, 회계사, 측량, 관광 전문가가 있는데, 이 직업들은 지원자 면허 및 본국에서 분야의 전문가를 인정해야 한다. 그들은 관습이 다른 아세안 국가로 이동할 수 있지만 그 나라의 라이선스 시험을 통과해야 한다. 예를 들어, 태국에서의 면허 시험은 태국어로 치러질 것이다. 게다가, 독립적인 실행가가 될 수 없다. 예를 들어, 어떤 전문적인 태국 국내 기업에서 장애 요인을 살피며 협동해야 한다. 이 점을 살필 때, 단기간에 전문가의 대량 이주가 있을 것 같지는 않다. 쭐랄롱꼰 대학교 연구는 개발 도상국 전문가의 자유로운 흐름에서 굉장한 혜택을 얻으리라 전망한다.

### 자유 무역
아세안의 자유 무역 활동은 세관에 아세안 상품 협정의 무역(ATIGA)과 협정의 이행으로 주도된다. 이 계약은 계획하고 규정과 ATIGA의 요구 사항과 관세에 관한 협정으로 체결되고, 인도 자유 무역 조치를 실행하기 위해 여러 부문 기관에 의해 수행 작업을 지원한다. 이 부문 기관에 의해 만들어지고 진행은 AEC 청사진의 목표를 달성하고 최종 2015년까지 아세안 경제 공동체를 구축하기 위한 백본을 형성한다.
2007년, 아세안이 만들어진 지 40주년이었다. 또한, 미국과의 외교 관계 30년을 기록했다. 2007년 8월 26일, 아세안은 2013년까지 아세안의 시작에 따라 중국, 일본, 한국, 인도, 호주, 그리고 뉴질랜드는 모든 자유 무역 협정을 완성할 계획이라고 말했다. 또, 경제 공동체는 2015년까지 완성할 것이라고 말했다.
2007년 11월 아세안 회원국의 국방부 장관은 국제적인 법정 단체로 아세안 세우관계 지배에 서명했다. 같은 해 2007년 1월 15일 동아시아 에너지 보장에 관한 세부 선언을 아세안과 EAS(호주, 중국, 인도, 일본, 뉴질랜드, 대한민국)는 전통적인 연료로 에너지의 대안으로써 에너지 보안을 추구한다.
2009년 2월 27일 10개국 중 아세안 지역 진영과 호주와 긴밀한 파트너인 뉴질랜드는 체결되었다. 자유 무역 협정에서는, 2000년부터 2020년에 걸쳐 이 FTA는 GDP가 12개국에 걸쳐 결합한 48억으로 증대시킬 것으로 믿어지고 있다. 아세안 회원국 중 6개 주요한 상거래 파트너(오스트레일리아, 중국, 인도, 일본, 뉴질랜드, 대한민국)는 2013년 2월 26일부터 28일까지 인도네시아에서 역내 포괄적 경제 동반자 협정의 설립에 관한 1차 협상을 맺었다.

### 아세안 자본 시장 포럼(ACMF)
ACMF는 일곱 증권 거래소 간의 협력이다. 말레이시아, 베트남, 인도네시아, 필리핀, 태국, 싱가포르의 국가들은 일곱 아세안 증권 거래소의 거래 값의 70%를 포함한다. 아세안 증권 거래소의 목적은 국제 교류와 경쟁하기 위한 통합이다.

### 개발 격차
1990년대 후반에 베트남, 라오스, 미얀마, 캄보디아는 아세안에 가입할 때, 문제는 1인당 GDP와 새로운 노인들 간의 차이에 대해 제기되었다. 이에 대응하여, 아세안 통합 이니셔티브(IAI)이 아세안 주도로 형성되었다. 이 이니셔티브 아세안 통합(IAI)을 통해, 불균형 외에 1인당 GDP에 대한 발달 격차, 브리징의 목적으로 지역 통합 정책으로 형성되었다. 즉, 기대 수명과 식자율과 같은 인류 발전 차원에서 불균형에 의해 드러나 있다. 아세안(싱가포르는 예외)의 재정적 자원은 새로운 회원국에 실질적으로 인정하거나 대출을 늘리기 위한 것이 아니다. 따라서, 보통 국제 금융 기관들이 선진국에 이 기반 시설 프로젝트에 자금을 보탠다. 일반적으로, 아세안(싱가포르는 예외)은 새로운 회원들에게 실질적인 보조금이나 대출을 연장할 재원이 없다. 그런데도, 개발 격차가 IAI 프로그램을 통한 연결들이 생성될 필요가 있는 기관과 ASEAN-6(인도네시아, 말레이시아, 필리핀, 브루나이, 싱가포르, 태국) 국가들에서 자신의 지역을 위한 자금을 동원한다.
ASEAN-4의 발달에 사용될 다른 프로그램들은 CLMV 국가(Cambodia-Laos-Myanmar-Vietnam)의 지리적 근접성의 및 기반 시설에 집중하고 있다. 그리고, 운송, 관광, 동력 전달과 같은 지역에 초점이 맞춰지는 경향이 있다.

## 역내 포괄적 경제 동반자 협정(RCEP)
RCEP는 10개의 아세안 국가와 플러스 아세안 국가들 <6개국 (대한민국, 일본, 중국, 오스트레일리아, 인도, 뉴질랜드)>과의 무역협정으로 구성되어 있다. RCEP는 세계 인구의 세계 전체 GDP의 약 45 %를 차지한다. 예를 들어, 뉴질랜드 RCEP 국가에 수출의 수출 약 60 %를 차지한다.

## 같이 보기
- 아시아 태평양 경제협력체
- 아세안 경제 공동체
- 아세안+3
- 동아시아 정상회의
- 치앙마이 이니셔티브
- ARF 재난구호훈련